# Hotan (Stadt)

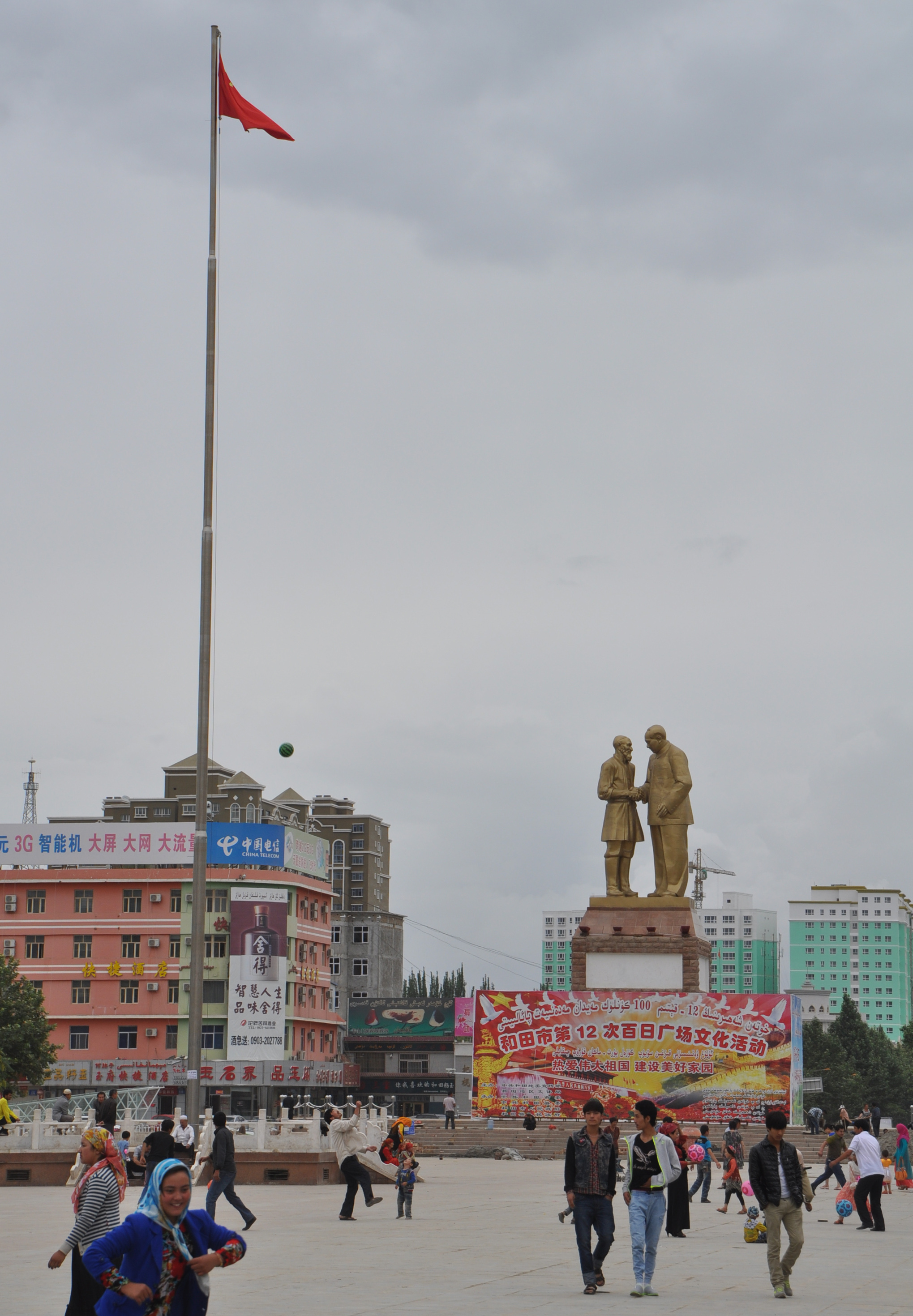
Tuanjie-Platz im Zentrum

Die Stadt Hotan (chinesisch 和田市, Pinyin Hétián Shì, uigurisch خوتەن شەھىرى Hotǝn Xəⱨiri; früher Chotan) ist eine kreisfreie Stadt des Regierungsbezirks Hotan im Süden des Uigurischen Autonomen Gebiets Xinjiang im Nordwesten der Volksrepublik China. Sie liegt im Süden des Tarimbeckens.

## Geschichte
Bis zum Jahr 1006 war Hotan das Zentrum des buddhistischen Königreich von Hotan. Alles Material über die Zeit vor 1006 kommt heutzutage aus Orten jenseits von Hotan.
Im 13. Jahrhundert besuchte Marco Polo die Stadt und beschrieb ihre islamische Kultur.
Das Dsungarische Khanat erobert Hotan im 17. Jahrhundert. Nach der Zerschlagung dieses Mongolenreiches fiel Hotan zum wiederholten Male an China.
Im Jahr 1900 besuchte Aurel Stein die Stadt im Rahmen einer Forschungsexpedition.
Der deutsche Pilot Carl August von Gablenz musste bei Hotan notlanden, als er im August 1937 mit der Lufthansa Junkers Ju-52 D-ANOY den Luftweg in den Fernen Osten erkundete. Die Soldaten der 36. Division der Nationalen Revolutionären Armee, die unter Ma Zhongying 1933 in Xinjiang einmarschiert waren, kontrollierten damals das Gebiet des so genannten Dunganistans. Die Truppen hielten von Gablenz und seine Mannschaft vier Wochen lang in Hotan fest. Über diesen Flug, den er zusammen mit Flugkapitän Robert Untucht und Oberfunkermaschinist Karl Kirchhoff durchführte, berichtete er ausführlich in seinem 1937 erschienenen Buch D-ANOY bezwingt den Pamir. Der spektakuläre Flug über 2650 km, bei dem die Passhöhen des Wakhan von mehr als 5.300 Höhenmetern bezwungen werden mussten, war eine weltweit beachtete Pionierleistung. Als die schon verschollen geglaubten Flieger am 3. Oktober 1937 in Berlin-Tempelhof landeten, wurden sie wie Helden gefeiert.

## Heutige Stadt
Hotan ist heutzutage für seine Sonntagsmärkte bekannt.

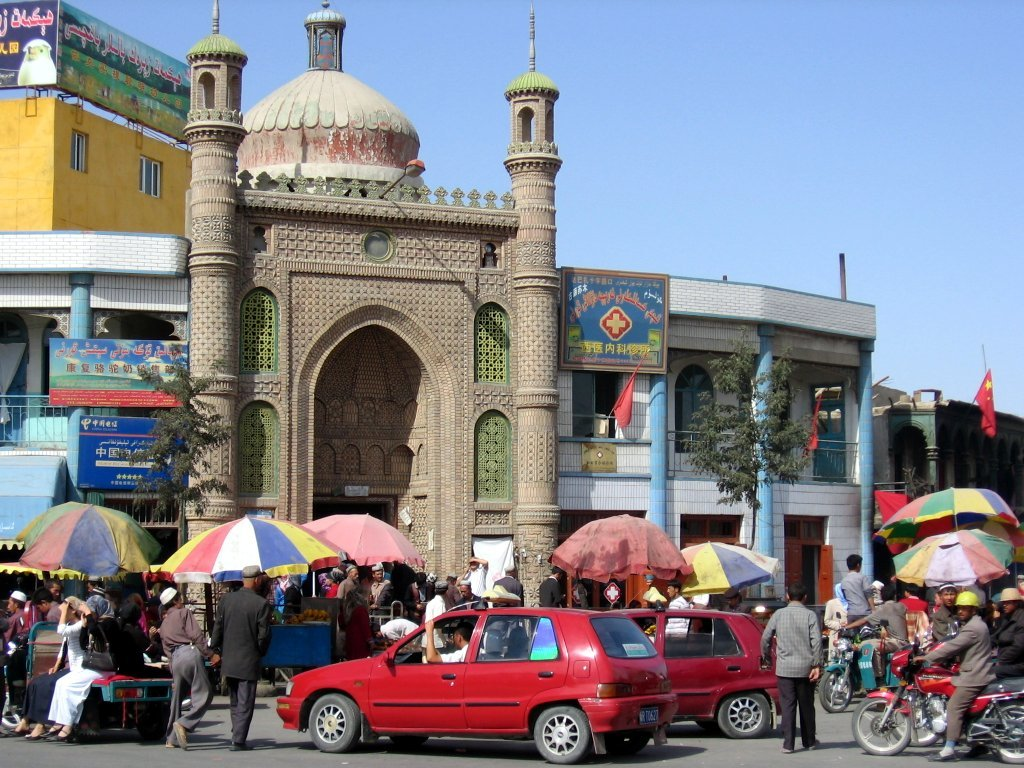
Hotan-Moschee
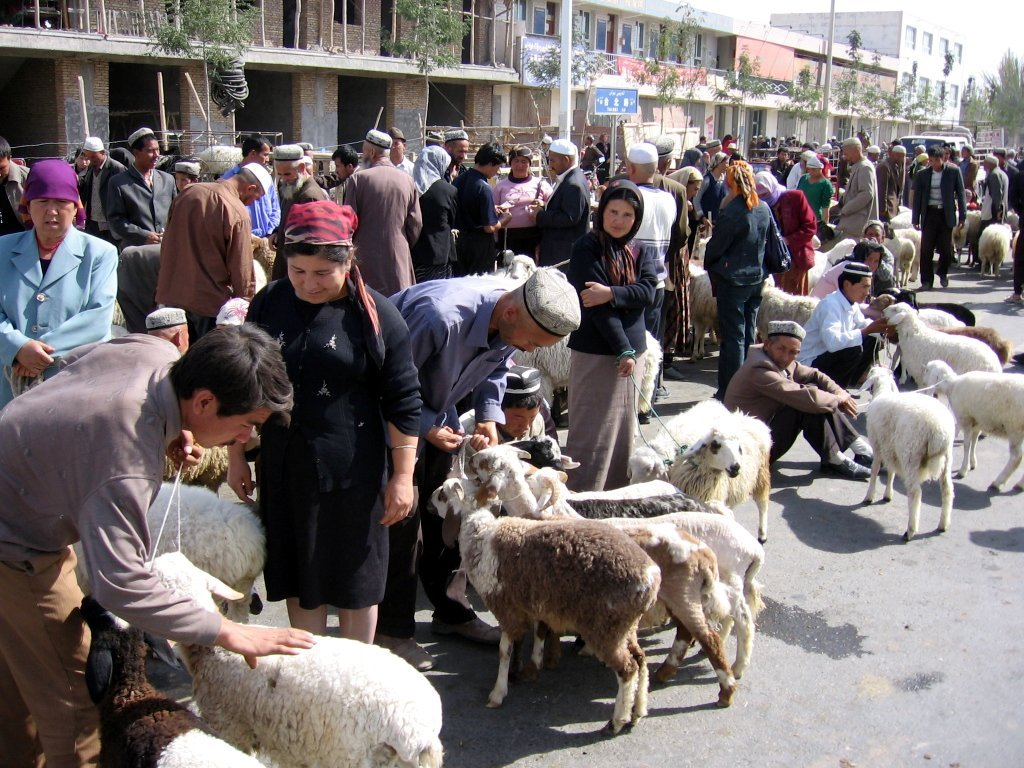
Sonntagsmarkt in Hotan
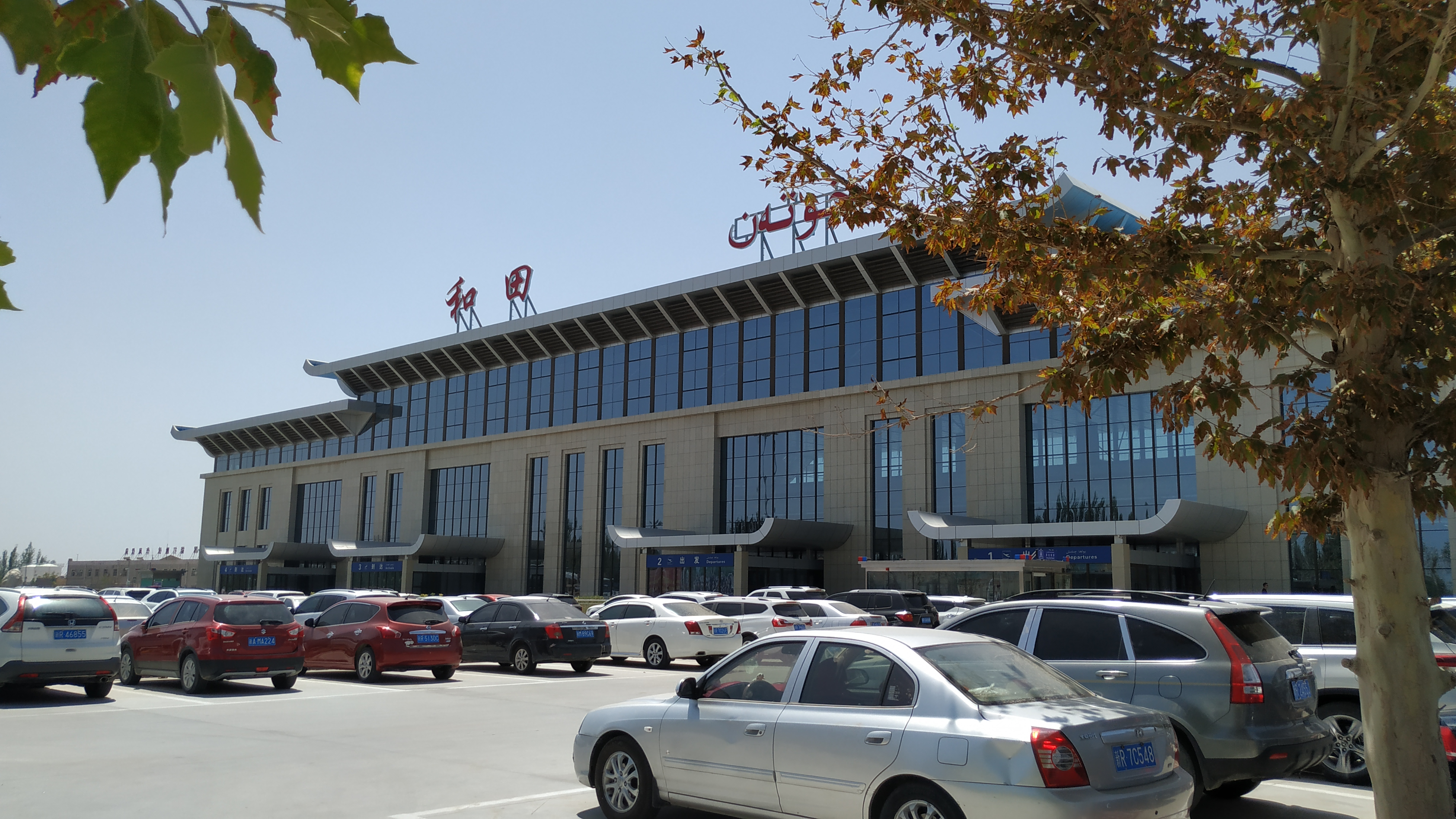
Hotan Flughafen

In einer Untersuchung der weltweiten Luftverschmutzung im Jahr 2021 belegt Hotan den ersten Platz.